# Napaeozapus insignis
Napaeozapus insignis е вид гризач от семейство Тушканчикови (Dipodidae). Видът не е застрашен от изчезване.

## Разпространение
Разпространен е в Канада (Квебек, Лабрадор, Манитоба, Нова Скотия, Ню Брънзуик, Нюфаундленд, Онтарио и Остров Принц Едуард) и САЩ (Вирджиния, Върмонт, Джорджия, Западна Вирджиния, Кентъки, Кънектикът, Масачузетс, Мейн, Мериленд, Минесота, Мичиган, Ню Джърси, Ню Йорк, Ню Хампшър, Охайо, Пенсилвания, Род Айлънд, Северна Каролина, Тенеси, Уисконсин и Южна Каролина).